# Socata TBM 850
Die Socata TBM 850 ist ein einmotoriges Geschäftsreiseflugzeug, das von einer Propellerturbine angetrieben wird. Es handelt sich um eine Weiterentwicklung der erfolgreichen TBM 700. Der Tiefdecker verfügt über eine Druckkabine und ein Einziehfahrwerk.
Die sechssitzige Maschine basiert auf der Kabine ihrer Vorgängerin, erlaubt aber mit einem neuen Antrieb Flugleistungen, die nahe an Geschäftsreisejets herankommen. Entwickelt wurde das Zivilflugzeug von Socata. Der Stückpreis liegt bei rund 2,8 Millionen US-Dollar. Mit dem Anlaufen der Produktion der TBM 900 im Jahr 2014 wurde die Fertigung der TBM 850 mit der Werknummer 684 eingestellt.

## Geschichte
Im August 2004 hatte EADS Socata die TBM850 angekündigt. EADS Socata ging dabei auf Kundenanfragen ein, die Flugleistungen der TBM 700 weiter zu steigern. Der erste Prototyp der TMB850 flog im Februar 2005. Am 23. Januar 2006 startete erstmals eine Serienmaschine. Gleichzeitig erhielt die TMB850 mit diesem Flug die Zulassung der Federal Aviation Administration. Im Frühjahr 2007 lieferte EADS Socata die erste in Deutschland zugelassene TMB850 an Brose Flugservice aus. Am 19. September wurde die 800. Maschine aus der Turbopropreihe TBM ausgeliefert, die seit 1990 produziert wird.

## Avionik
Die zentrale Avionikausrüstung der TBM850 besteht aus einem Garmin GMX 200-Multi-Function Display (MFD). Es integriert die Funktionen Moving Map, Radar, Verkehrsinformationen und Geländewarnungen auf einem einzigen Bildschirm. Optional können auch XM Wetter sowie die ChartView-Strecken- und Anflugkarten von Jeppesen Sanderson verwendet werden.
Mittlerweile wird die TBM850 auch mit dem Avioniksystem Garmin G1000 angeboten. Das System besteht aus zwei PFD-Bildschirmen (Kapitän und Copilot) und einem Central MFD Display (Anzeige von MAP-/ Engine-Daten).

## Technische Daten
| Kenngröße                     | Daten                                                             |
| ----------------------------- | ----------------------------------------------------------------- |
| Besatzung                     | 1                                                                 |
| Passagiere                    | 5                                                                 |
| Länge                         | 10,65 m                                                           |
| Spannweite                    | 12,68 m                                                           |
| Höhe                          | 4,36 m                                                            |
| Tankinhalt                    | 1.110 l                                                           |
| Leermasse                     | 2.081 kg                                                          |
| max. Startmasse               | 3.370 kg                                                          |
| ökon. Reisegeschwindigkeit    | 466 km/h (252 kts)                                                |
| max. Reisegeschwindigkeit     | 592 km/h (320 kts)                                                |
| Dienstgipfelhöhe              | 9.449 m (31.000 ft)                                               |
| Reichweite                    | 2.815 km                                                          |
| Steiggeschwindigkeit          | 2400 ft/min                                                       |
| Startstrecke                  | 866 m (über 50 ft Hindernis)                                      |
| Landestrecke ohne Umkehrschub | 741 m (über 50 ft Hindernis)                                      |
| Triebwerke                    | eine Propellerturbine Pratt & Whitney Canada PT6A-66D mit 850 WPS |